# سيباستيان مارتينز
سيباستيان مارتينز (بالفرنسية: Sébastien Martins)‏ هو لاعب دوري الرغبي فرنسي، ولد في 18 نوفمبر 1985 في بيربينيا في فرنسا.

## روابط خارجية
- سيباستيان مارتينز على موقع ItsRugby.co.uk (الإنجليزية)